# Caroline Still Anderson
Caroline Still Anderson (1. listopadu 1848 Filadelfie – 1. nebo 2. června 1919 Filadelfie) byla americká lékařka, učitelka a aktivistka. Byla lékařkou-průkopnicí ve filadelfské afroamerické komunitě a jednou z prvních žen černé pleti, která se ve Spojených státech stala lékařkou.

## Životopis
Caroline Virginia Still se narodila 1. listopadu 1848 jako nejstarší dcera ze čtyř dětí Letitie a Williama Stillových. Oba rodiče byli vůdčí osobnosti v americkém abolicionistickém hnutí. Její otec vedl filadelfskou pobočku Podzemní železnice, která začala fungovat krátce po narození Caroline. Jako dítě navštěvovala školy  Mrs. Gordon's Private School, The Friends' Raspberry Alley School a Institute for Colored Youth (nyní univerzita Cheyney University of Pennsylvania). Ačkoli byly školy drahé, pozice jejího otce v uhelném průmyslu dovolovala, aby své dceři zaplatil dobré vzdělání. Stále se ovšem mohla počítat za jednu z mála šťastlivců, protože podmínky v 19. století v Pensylvánii nebyly pro černochy příliš přívětivé. I přesto se některým rodinám ekonomicky i společensky dařilo. Caroline, která byla součástí této komunity, byla ochráněna před špatným zacházením, kterému se dostávalo černým, kteří neměli takové štěstí. Také mohla plně využít všech výhod jaké její postavení přinášelo. Její otec si velmi vážil dobrého vzdělání a podporoval Caroline, aby se dále vzdělávala, což také učinila. V roce 1864 se po dokončení základního a středního vzdělání, ve věku 15 let, zapsala na vysokou školu Oberlin College jako jediná černá studentka z celé třídy. Titul získala v roce 1868, když ji bylo 19 let. Byla nejmladší absolventkou z ročníku. Po získání bakalářského titulu, byla zvolena první černou prezidentkou Ženského literárního spolku v Oberlinu.
Caroline si vzala Edwarda A. Wileyho, absolventa Oberlin College a bývalého otroka, během obřadu, který se konal v jejím domově 28. prosince 1869. Svatby se účastnili osvícenci z amerického protiotrokářského hnutí a nechybělo vystoupení Elizabeth Greenfield. Dva roky po náhlém úmrtí jejího manžela, se v roce 1875 zapsala na Lékařskou fakultu Howardovy univerzity, ale svůj lékařský titul získala na Ženské lékařské fakultě v Pensylvánii, kam přestoupila v roce 1878. Ve třídě byla jednou ze dvou studentek černé pleti ze sedmnácti studentek. Během studia pracovala jako učitelka kreslení a řečnictví.

### Kariéra
V roce 1878 začala svou kariéru v medicíně jako stážistka v bostonské Novoanglické nemocnici pro ženy a děti. Její první žádost byla zamítnuta rasistickým vedením nemocnice. Teprve až když se Caroline dostavila osobně a vedení se přesvědčilo o jejím talentu, byla stažena dřívější zamítavá odpověď a jednomyslně odhlasováno její přijetí. Po dokončení stáže v roce 1879, se přestěhovala zpět do svého rodného města, kde si otevřela lékárnu a lékařskou praxi v kostele svého nového manžela Matthewa Andersona. Nyní pod jménem Anderson, pokračovala ve své lékařské praxi a v roce 1889 oživila i svou pedagogickou činnost vyučováním o hygieně, filosofii a řečnictví. Ve stejném roce spolu s manželem založili střední odbornou uměleckou školu Berean Manual Training and Industrial School, kde Caroline pracovala kromě vzdělávacích rolí i jako zástupkyně ředitele. Také praktikovala medicínu v kvakerských zařízeních ve Filadelfii. Její kariéra skončila, když v roce 1914 utrpěla paralytickou mrtvici.

### Společenský aktivismus
V pozdějších letech života se Caroline stala aktivistkou pracující pro několik organizací ve Filadelfii, usilujících o cíle jako abstinence nebo rasová rovnost. Podporovala Abstinenční hnutí jako prezidentka Bereanského ženského křesťanského abstinenčního sdružení, organizovaného černými členy mládežnické organizace YMCA ve Filadelfii. Také byla členkou výboru spolku Domov pro staré a nemohoucí barevné lidi z Filadelfie a členkou filadelfské pobočky Ženského lékařského spolku a pokladnicí spolku absolventek Ženské lékařské fakulty.
Její práce pro černou komunitu ve Filadelfii pochválil historik, sociolog a spisovatel W. E. B. Du Bois.

## Osobní život
Během studií na Oberlin College, Caroline poznala Edwarda Wileyho, za kterého se provdala v roce 1869, když jí bylo 21 let. Během dalších čtyř let se jim narodily dvě děti, Letitia a William. Manželství skončilo Wileyho smrtí v roce 1873. Caroline se znovu provdala v roce 1880 za duchovního Matthewa Andersona, který byl také absolventem Oberlin College a kromě toho studoval na Yale a Princetonské univerzitě. Měli spolu pět dětí z nichž tři se dožily dospělosti – Helen, Maude a Margaret. Caroline zemřela 1. nebo 2. června 1919 ve Filadelfii, kvůli komplikacím způsobených mrtvicí. Bylo jí 70 let. Je uváděno různé datum její smrti.